# Généralité d'Alençon
1636–1790
(389 ans)
Entités précédentes :
- Création

Entités suivantes :
- Orne
- Calvados
- Eure

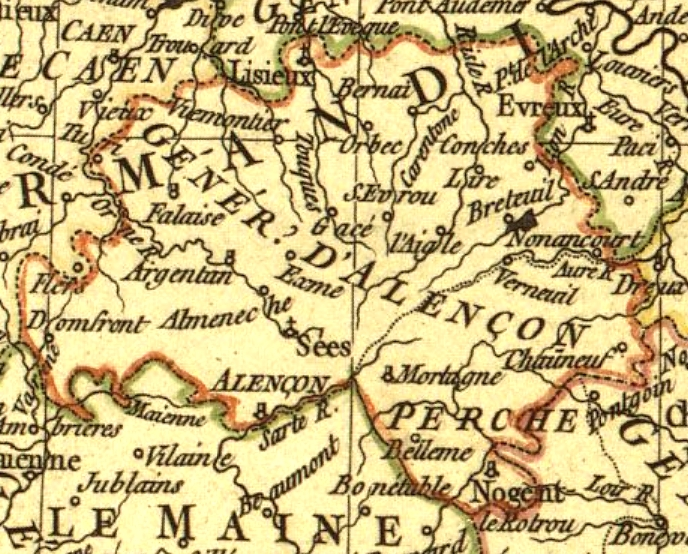
La généralité d’Alençon en 1774

La généralité d’Alençon est une circonscription administrative de la Normandie créée en 1636 par Louis XIII, son ressort concernant la Normandie et le Grand Perche. La plupart des élections composant la nouvelle généralité furent distraites de celle de Rouen, à l'exception de celle de Falaise provenant de la généralité de Caen.
À la fin de l'Ancien Régime, la généralité d'Alençon se composait de neuf élections et de dix-huit subdélégations (ce nombre ayant varié selon les époques).
En 1685, lors de la suppression de l’élection de Longny-au-Perche (appartenant alors à la généralité d’Orléans), une partie de cette circonscription fut rattachée à l’élection de Mortagne, de la généralité d’Alençon.

## Les intendants de la généralité d'Alençon

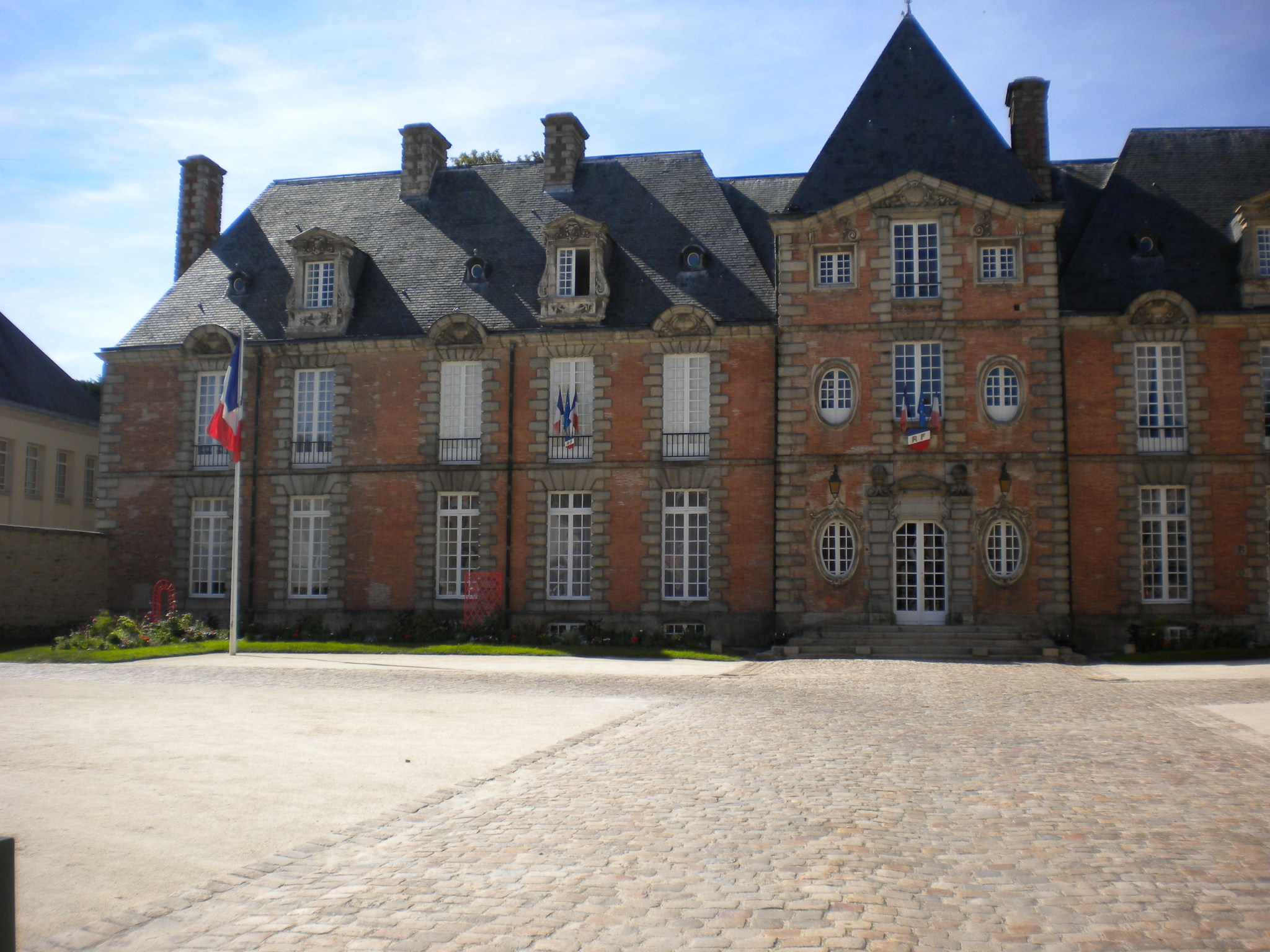
L'hôtel de Guise. L'actuelle préfecture de l'Orne est l'ancien lieu de résidence des intendants de la généralité d'Alençon.

Les intendants étaient nommés et révocables par le roi de France. Ils représentent l'autorité royale. En conséquence, ils possèdent des pouvoirs de police, de justice et de finances.
Jusqu'en 1790, c'est-à-dire jusqu'à la création des départements, les intendants de la généralité d'Alençon sont:
- Michel Gervais Robert de Pommereu, de 1720 à 1726.
- Louis François Lallemant, comte de Lévignen, de 1726 à 1766.
- Antoine Jean-Baptiste Alexandre Jullien, de 1766 à 1790.

## La généralité d'après le Règlement général du24 janvier 1789(états généraux)
Noms des bailliages principaux, suivis du nombre de députés à élire et du nom des bailliages secondaires :
- Bailliage d'Alençon, huit députés (Argentan, Domfront, Exmes, Verneuil) ;
- Bailliage de Châteauneuf-en-Thymerais, quatre députés ;
- Bailliage du Perche, quatre députés (Mortagne).

## Liste des circonscriptions administratives
La généralité étant une des circonscriptions administratives majeures, la connaissance historique du territoire concerné passe par l'inventaire des circonscriptions inférieures de toute nature. Cet inventaire est la base d’une exploration des archives réparties entre les différentes Archives départementales des départements compris dans la généralité.
Cette liste ne comporte pas les bailliages ci-dessus, leurs appellations exactes restant à confirmer.
- Élection d’Alençon
  - Subdélégation d’Alençon
- Élection d’Argentan
  - Subdélégation d’Argentan
  - Subdélégation de Bellême
- Élection de Bernay
  - Subdélégation de Bernay
  - Subdélégation de Châteauneuf-en-Thymerais
- Élection de Conches
  - Subdélégation de Conches
- Élection de Domfront
  - Subdélégation de Domfront
- Élection de Falaise
  - Subdélégation de Falaise
  - Subdélégation de La Ferté-Macé, depuis 1777
  - Subdélégation de La Ferté-Vidame, depuis 1784
  - Subdélégation de L'Aigle
- Élection de Lisieux
  - Subdélégation de Lisieux
- Élection de Mortagne
  - Subdélégation de Mortagne
  - Subdélégation de Nogent-le-Rotrou
  - Subdélégation d’Orbec
  - Subdélégation de Sées
  - Subdélégation de Senonches et Brezolles
- Élection de Verneuil
  - Subdélégation de Verneuil

- Longny-au-Perche fut chef-lieu d'une élection de la généralité d'Orléans créée après 1643, et supprimée en 1685. Une partie de sa circonscription fut alors rattachée à l'élection de Mortagne, de la généralité d'Alençon, et une autre à celle de Verneuil, également de la généralité d'Alençon.
  - Composition de l'élection de Longny-au-Perche :

a) Argenvillers ; Autheuil ; Berdhuis ; Boissy-Maugy ; Bretoncelles ; Brunelles ; Champrond-en-Perchet ; Coudreceau ; Coulonges-les-Sablons ; Dorceau ; Longny-au-Perche ; La Madeleine-de-Renon (dépendant de Saint-Victor-de Renon) ; Male ; Monceaux ; Notre-Dame de Nogent-le-Rotrou ; Nocé ; Nonvilliers ; Préaux ; Le Ressort de Nogent ; La Rouge ; Saint-Cyr-la-Rozière ; Sainte-Gauburge ; Saint-Hilaire des Noyers ; Saint-Serge ; Souancé ; Trizay ; Vichères ; La Villedieu-Feuillet.
Ces 37 localités sont passées en 1685 à l’élection de Mortagne, généralité d’Alençon.
b) Brits ; Digny ; Ecluzelles ; Saint-Martin-de-Losmes ; Malétable ; Marchauville ; Marville ; Moulicent ; La Lande-sur-Eure ; Saint-Jean-des-Murgers ; Theuvy ; la Ventrouze ; Villette-aux-Bois
Ces 13 localités sont passées à l’élection de Verneuil ; généralité d’Alençon en 1685.

## Sources
- Jacques Dupâquier, Statistiques démographiques du Bassin parisien, 1636-1720, Paris, Gauthier-Villars, 1977 (p. 47-52 et 55-57).